# Abgeschoben (Film)
Abgeschoben (Originaltitel: Deported) ist ein US-amerikanischer Kriminalfilm aus dem Jahr 1950 von Robert Siodmak mit Märta Torén und Jeff Chandler in den Hauptrollen. Der Film wurde von Universal-International produziert.

## Handlung
Der Gangster Vic Smith wird aus den USA in seine Heimat Italien abgeschoben. Hier wurde er als Vittorio Mario Sparducci geboren. Mit dem Schiff in Neapel angekommen wird er von dem Polizeibeamten Vito Bucelli informiert, dass er noch am gleichen Tag in seine Heimatgemeinde Marbella abreisen muss. Marbella darf er dann für 30 Tage nicht verlassen.
Als Vic in ein Taxi steigt, begegnet er der schönen Gina Carapia, die ihn zu Bernardo Gervaso bringt. Gervaso ist ein ehemaliger Komplize und verlangt nun seinen Anteil von 100.000 Dollar aus einem Raub. Vic, der für den Raub fünf Jahre im Gefängnis verbracht hat und aus den USA ausgewiesen wurde, ist der Meinung, dass ihm die ganze Summe zustehen würde und schlägt Bernardo nieder.
In Marbella wird Vic herzlich willkommen geheißen. Er gilt als Held, der für die Regierung eine Geheimmission durchgeführt hat. Sein Onkel Armando lädt ihn ein, bei sich zu wohnen. Vic lernt Cristine di Lorenzi kennen, eine verwitwete Gräfin, die für die Ausgabe amerikanischer Hilfspakete an Bedürftige verantwortlich ist.
Mit dem örtlichen Schwarzmarkthändler Guido Caruso heckt Vic einen Plan aus. Er will mit der versteckten Beute aus dem Raub Hilfspakete in den USA aufkaufen und sie per Schiff nach Italien bringen lassen. Die Lieferung soll aus dem Lager gestohlen und dann teuer auf dem Schwarzmarkt verkauft werden.
Als die Hilfslieferung Marbella erreicht, richten die Bewohner ein Freudenfest aus. Cristine gibt Vic als Spender der Lieferung an und wird einmal mehr als Held gefeiert. Bucelli taucht in Marbella auf, um Vic zu überprüfen. Vic will wegen Bucellis Anwesenheit und auch wegen Schuldgefühlen den Einwohnern gegenüber den geplanten Coup aufgeben, doch Caruso lehnt ab.
Caruso und seine Männer brechen in das Lager für die Hilfspakete ein. Vic erwartet sie und kann Caruso gefangen nehmen, wird aber kurz darauf selber von Gervaso, der sich Carusos Gang angeschlossen hat, geschnappt. Bucelli erreicht mit seinen Polizisten das Lager, es kommt zu einer Schießerei, bei der Vic entkommen und Gervaso zu einem Kampf stellen kann. Gervaso stirbt, als er von herabstürzenden Paketen erschlagen wird. Die Polizei kann Caruso und seine Gang festnehmen.
Am nächsten Tag bringt Bucelli Vic zum Bahnhof. Vic soll nach Rom fahren und vor Gericht über seine Beziehung zu Caruso aussagen. Cristine, die von Vics Vergangenheit erfahren hat, ist in ihn verliebt und begleitet ihn nach Rom.

## Produktion
Gedreht wurde der Film von Ende September bis Ende November 1949 in Neapel, Rom und Siena sowie in den Universal-Studios in Universal City. In Siena wurde die Villa des Archäologen Ranuccio Bianchi Bandinelli auf dessen Einladung hin als Drehort genutzt.

## Stab und Besetzung
Bernard Herzbrun und Nathan Juran waren die Art Directors, Russell A. Gausman und John P. Austin die Szenenbildner. Orry-Kelly designte die Kleider von Märta Torén. Leslie I. Carey und Joe Lapis waren für den Ton verantwortlich, Bud Westmore für das Make-up.

## Synchronisation
Die deutsche Synchronfassung wurde 1993 von der Deutsche Synchron Filmgesellschaft mbH & Co. Karlheinz Brunnemann Produktions KG in Berlin erstellt. Das Dialogbuch schrieb Klaus Hüttmann, Dialogregie führte Traudel Haas.
| Rolle               | Schauspieler     | Deutscher Synchronsprecher |
| ------------------- | ---------------- | -------------------------- |
| Cristine di Lorenzi | Märta Torén      | Ulrike Möckel              |
| Vic Smith           | Jeff Chandler    | Klaus-Dieter Klebsch       |
| Vito Bucelli        | Claude Dauphin   | Klaus Sonnenschein         |
| Gina Carapia        | Marina Berti     | Traudel Haas               |
| Bernardo Gervaso    | Richard Rober    | Till Hagen                 |
| Armando Sparducci   | Silvio Minciotti | Friedrich W. Bauschulte    |
| Guido Caruso        | Carlo Rizzo      | Engelbert von Nordhausen   |
| Teresa Sparducci    | Mimi Aguglia     | Bettina Schön              |
| Pater Genaro        | Adriano Ambrogi  | Helmut Ahner               |
| Postangestellter    | Tito Vuolo       | Eric Vaessen               |

Bei fünf Sprechrollen wurde in der Synchronkartei kein Darsteller zugeordnet. Norbert Gescher sprach einen Gangster und einen Signor Pavigliotti, Helmut Krauss einen weiteren Gangster und Bernd Rumpf einen Zöllner. Hans W. Hamacher sprach einen Beamten, der Tito Vuolo zugeordnet wurde.

## Veröffentlichung
Die Premiere des Films fand am 25. Mai 1950 in London statt. Der US-Start erfolgte am 1. November 1950. In Österreich kam er am 26. März 1951 in die Kinos. In der Bundesrepublik Deutschland wurde er am 2. Dezember 1993 im deutschen Fernsehen ausgestrahlt.

## Kritiken
Das Lexikon des internationalen Films schrieb: „Nuanciert gespielter, inszenatorisch reizvoller Kriminalfilm, angelehnt an die Geschichte des berüchtigten Gangsterbosses Lucky Luciano.“
Jay Carmody vom Washington Star merkte an, dass man versucht habe, ein romantisches Märchen mit einem Gangstermelodram zu mischen und das Beste aus beiden zu behalten. Herausgekommen sei etwas anderes.
Bosley Crowther von der The New York Times befand, Buckners Drehbuch sei eine redselige und langweilige Angelegenheit. Jeff Chandler agiere steif und unbeeindruckend, Märta Torén wirke seltsam scheu. Die schöne toskanische Landschaft betone nur die Dürftigkeit des Drehbuchs und der Charaktere.